# Diplodactylus alboguttatus
Diplodactylus alboguttatus är en ödleart som beskrevs av  Werner 1910. Diplodactylus alboguttatus ingår i släktet Diplodactylus och familjen geckoödlor. Inga underarter finns listade i Catalogue of Life.